# الأوسط
الأوسط بلدة عراقية تقع في محافظة الأنبار وتبعد 25 كلم غربي جنوب العاصمة العراقية.